# Google.org

グーグル・ドット・オーグのロゴ

Google.org（グーグル・ドット・オーグ）は、インターネット検索エンジン会社Googleのフィランソロピー部門。 
地球規模の貧困、エネルギー、環境への貢献を使命としている。営利目的のチャリティーという組織形態をとっており、課税対象である。またロビー活動を行ったり、利潤を生む商業分野の取り組みへ出資することも可能である。
Google.orgは、2008年1月までに、7500万USドルの投資と助成を表明している。GoogleはGoogle.orgへ資金を供給するため、株式公開の間に300万株を拠出している。2007年11月8日現在、Googleの株価は690USドルであり、Google.orgの300万株は20億USドルの価値に相当する。Googleはまた年間利益の1%を彼らのチャリティーへの貢献に用いることを誓約している。
最初のプロジェクトとしては、1リットルで約42.5キロメートル（100 mpg）走る量産型のプラグインハイブリッドカー（V2G参照）の開発などがある。
2007年11月、Google.orgはRE<Cプロジェクト（Renewable Energy Cheaper Than Coal：石炭より安価な再生可能エネルギー）を表明した。これは、風や太陽、特に太陽熱をエネルギー源とした実現可能な再生可能なエネルギーを生み出すために数億USドル以上の資金を投資するというプロジェクトである。名前が示すように、RE<Cは、1ギガワット以上の電力を石炭エネルギーよりも安価に再生可能エネルギーから生み出すことを究極の目的としている（1ギガワットというのはサンフランシスコレベルの都市の電力を充分に賄いうる電力である）。
2007年現在、ディレクターは、ラリー・ブリリアント医師である。

## 主要なイニシアティブ
2008年1月に発表されたGoogle.orgの5つの主要なイニシアティブは以下の通りである。

- 石炭より安価な再生可能エネルギーの開発 (RE<C)：

石炭から作られる電力より安価に、クリーンで再生可能エネルギー資源から実用規模の電力を創出する。

- プラグイン電気自動車の商業化の促進 (RechargeIT)：

プラグイン電気自動車の量産商業化を促進するために、イノベーションの種をまき、テクノロジーを実証し、議論に情報提供し、市場の需要を刺激する。

- 予測と予防：

「ホットスポット」を同定し、感染症や気候リスクなどの新興リスクへのすばやい対応を可能にする。

- 公共サービスの改善のための情報提供とエンパワメント：

開発途上国における必須の公共サービス（教育、保健、水、衛生など）の供給を改善するため、“情報”を用いて市民やコミュニティ、サービス提供者、政策担当者らをエンパワーする。

- 中小規模の事業の成長を刺激する：

開発途上国における中小規模のビジネスへのベンチャー・キャピタルのフローを増加させる。

## 再生可能エネルギーについてのイニシアティブ
2008年、Google.orgは、以下を含む数ある再生可能エネルギーのイニシアティブに参加した。
- eSolar社の太陽熱発電施設に1億3000万ドルを投資した。
- 再生可能エネルギー金融フォーラム（2008年6月18日-19日@Wall St. Waldorf=Astoria Hotel）に出席し、Google.org気候変動とエネルギーイニシアティブのディレクター、Dan Reicherが開会挨拶を述べた。[7]
- Makani Power社のジェット気流を活用したカイトシステムに1000万ドル投資した。

## Google財団
Google.orgは、法律上、Google財団（英：Google Foundation）とは別組織である。Google財団はGoogle.orgよりも初期に同様の目標をもってGoogleの拠出によって設立された。Google財団は、営利組織であるGoogle.orgとは異なり、合衆国内国歳入法501条(c)(3)に基づく非営利組織である。
役員はGoogleの創設者セルゲイ・ブリンとラリー・ペイジ、副社長のシェリル・サンドバーグで構成されており、運営はGoogle.orgが行っている。ラリー・ブリリアント医師のエグゼクティブディレクターに加え、2つの職員ポストがあり、その両方をGoogle.orgの上級アドバイザー兼投資チーフのグレゴリー・ミラーが担っている。
Googleは職員の数名を財団の仕事に貢献させており、2005年には、財団に対し9000万円を追加拠出している。